# Grisolia
Grisolia és un municipi italià, dins de la província de Cosenza, que limita amb els municipis de Buonvicino, Diamante, Maierà, Mottafollone, San Donato di Ninea, San Sosti, Santa Maria del Cedro i Verbicaro a la mateixa província.

## Evolució demogràfica
| Població censada al municipi de Grisolia | Població censada al municipi de Grisolia      | Població censada al municipi de Grisolia |
| ---------------------------------------- | --------------------------------------------- | ---------------------------------------- |
|                                          |                                               |                                          |
| Notes:                                   | Elaboració gràfica per part de la Viquipèdia  |                                          |
|                                          | Font: ISTAT (Institut Nacional d'Estadística) |                                          |